# Лардисабаль, Мария
Мари́я Анто́ния Лардисаба́ль (в замужестве — Крог) (исп. María Antonia Lardizábal (Krogh), 15 февраля 1968, Майами, Флорида, США) — гондурасская пловчиха. Участница летних Олимпийских игр 1984 года. Первая женщина, представлявшая Гондурас на Олимпийских играх.

## Биография
Мария Лардисабаль родилась 15 февраля 1968 года в американском городе Майами.
В 1984 году вошла в состав сборной Гондураса на летних Олимпийских играх в Лос-Анджелесе.
В плавании на 100 метров вольным стилем заняла последнее, 8-е место в предварительном заплыве, показав худший, 42-й результат — 1 минута 7,80 секунды и уступив 9,34 секунды слабейшей из попавших в утешительный финал за 9-16-е места Джейн Керр из Канады.
В плавании на 200 метров вольным стилем заняла последнее, 8-е место в предварительном заплыве, показав худший, 36-й результат — 2.28,35 и уступив 23,75 секунды слабейшей из попавших в утешительный финал за 9-16-е места Анн Линдер из Швеции.
Лардисабаль стала первой женщиной, представлявшей Гондурас на Олимпийских играх.

## Семья
Сестра-близнец Исабель Лардисабаль (род. 1968) также занималась плаванием, в 1984 году участвовала в летних Олимпийских играх в Лос-Анджелесе.